# Kabinett Šimėnas
Das Kabinett Šimėnas war die zweite litauische Regierung seit 1990. Sie arbeitete nur einige Tage.

## Zusammensetzung
| Position           | Person                   | Lebensdaten | Lebensdaten | Partei | Zeit | Zeit |
| Position           | Person                   | von         | bis         | Partei | von  | bis  |
| ------------------ | ------------------------ | ----------- | ----------- | ------ | ---- | ---- |
| Premierminister    | Albertas Šimėnas         | * 1950      |             |        | 1991 | 1991 |
| Finanzen           | Romualdas Sikorskis      | * 1926      | † 1997      |        | 1991 | 1991 |
| Wirtschaft         | Vytas Navickas           | * 1952      |             |        | 1991 | 1991 |
| Verkehr            | Jonas Biržiškis          | * 1932      |             |        | 1991 | 1991 |
| Sozialschutz       | Algis Dobravolskas       | * 1951      |             |        | 1991 | 1991 |
| Energie            | Leonas Vaidotas Ašmantas | * 1939      |             |        | 1991 | 1991 |
| Kultur und Bildung | Darius Kuolys            | * 1962      |             |        | 1991 | 1991 |
| Landwirtschaft     | Vytautas Knašys          | * 1937      |             |        | 1991 | 1991 |
| Waldwirtschaft     | Vaidotas Antanaitis      | * 1928      | † 2018      |        | 1991 | 1991 |
| Innen              | Marijonas Misiukonis     | * 1939      |             |        | 1991 | 1991 |
| Äußeres            | Algirdas Saudargas       | * 1948      |             |        | 1991 | 1991 |
| Justiz             | Pranas Kūris             | * 1938      |             |        | 1991 | 1991 |
| Kommunikationen    | Kostas Birulis           | * 1925      | † 2004      |        | 1991 | 1991 |
| Bau und Urbanistik | Algimantas Nasvytis      | * 1928      | † 2018      |        | 1991 | 1991 |
| Gesundheitsschutz  | Juozas Olekas            | * 1955      |             |        | 1991 | 1991 |
| Handel             | Albertas Sinevičius      | * 1943      |             |        | 1991 | 1991 |
| Industrie          | Rimvydas Jasinavičius    | * 1943      |             |        | 1991 | 1991 |
| Materialressourcen | Romualdas Kozyrovičius   | * 1943      |             |        | 1991 | 1991 |